# Quand vient l'automne
Pour plus de détails, voir Fiche technique et Distribution.
Quand vient l'automne est un film français réalisé par François Ozon, sorti en 2024.

## Synopsis
Michelle, retraitée vivant dans un village de Bourgogne, partage son quotidien avec son amie de longue date Marie-Claude et la culture de son potager. La visite rapide de sa fille Valérie, venue déposer son fils Lucas pour qu'il passe les vacances scolaires chez sa grand-mère, tourne au drame quand Valérie s'intoxique avec une poêlée de champignons que Michelle a cuisinée. Les relations entre la mère et sa fille, déjà tendues, éclatent et Valérie repart aussitôt pour Paris avec son fils.
Marie-Claude s'en veut, car elle a accompagné Michelle en forêt mais n'a pas vérifié tous les champignons. Elle est, de son côté, préoccupée par la libération anticipée de son fils Vincent, condamné à de la prison pour de petits trafics, craignant qu'il ne retombe dans ses travers.
Souhaitant aider Vincent à retrouver une vie honnête, Michelle l’engage comme jardinier. Touché par la gentillesse de Michelle à son égard, Vincent prend l’initiative de se rendre à Paris pour confronter Valérie et l’inviter à avoir une meilleure relation avec sa mère. Valérie, déjà nerveuse par son divorce, se rend sur son balcon pour fumer mais trébuche malencontreusement.
Michelle apprend la mort de sa fille et se rend à Paris, où la police conclut à une mort accidentelle. Le père de Lucas propose d’emmener son fils vivre avec lui à Dubaï, mais l’enfant opte finalement pour rester en France. Michelle s’occupe désormais de lui et Vincent joue pour lui le rôle d'un grand frère. À l'école, Lucas est victime de harcèlement, les autres élèves traitant sa grand-mère de pute. Michelle est forcée de révéler à Lucas son passé : elle est, comme Marie-Claude, une ancienne prostituée, ce qui est la source du rejet que Valérie avait pour elle. À la demande de Michelle, Vincent intervient auprès de collégiens qui harcelaient Lucas, ce qui rapproche les deux hommes.
Tout au long de l’histoire, Michelle voit Valérie apparaître devant elle, pour une confrontation mère-fille. Vincent semble avoir pris la place de Valérie dans le cœur de Michelle. Elle lui prête une importante somme d’argent pour qu’il réalise son rêve, ouvrir un café dans le village.
Atteinte d’un cancer foudroyant, Marie-Claude meurt, mais révèle à Michelle que Vincent lui a avoué être à Paris le jour de la mort de Valérie. La police rouvre l’enquête et interroge Michelle, qui ment et fournit un alibi à Vincent, affirmant qu’il travaillait dans le jardin ce jour-là, puis interroge Lucas car les images de la caméra de l’immeuble le jour du décès le montrent croisant un homme qui pourrait être le suspect. Lucas certifie que l’homme que l’on voit sur l’image n’est pas Vincent.
Des années plus tard, Lucas, 18 ans, devenu étudiant en histoire de l’art, retourne dans le village de son enfance pour rendre visite à sa grand-mère. Il est accueilli à la gare par Vincent. Michelle annonce à Lucas que la maison lui appartient désormais et qu'il peut la vendre comme sa mère le souhaitait, mais Lucas refuse de s'en séparer. Les trois se rendent dans la forêt pour faire une balade. Michelle voit Valérie lui apparaître une dernière fois, désormais sans animosité, et meurt apaisée.

## Fiche technique
Sauf indication contraire, les informations mentionnées dans cette section peuvent être confirmées par la base de données cinématographiques Unifrance,  présente dans la section « Liens externes ».
- Titre original : Quand vient l'automne
- Réalisation : François Ozon
- Scénario : François Ozon, avec la collaboration de Philippe Piazzo
- Musique : Evgueni et Sacha Galperine[2]
- Décors : Christelle Maisonneuve
- Costumes : Pascaline Chavanne
- Photographie : Jérôme Alméras[3]
- Son : Brigitte Taillandier
- Montage : Anita Roth
- Production : François Ozon
- Société de production : FOZ, en association avec 3 SOFICA
- Société de distribution : Diaphana Distribution
- Pays de production :  France
- Langue originale : français
- Format : couleur
- Genre : drame
- Durée : 102 minutes[1]
- Dates de sortie :
  - France : 9 septembre 2024 (avant-première nationale à Cosne-Cours-sur-Loire)[4] ; 2 octobre 2024 (sortie nationale)[5]

## Distribution
- Hélène Vincent : Michelle Giraud, mère de Valérie
- Josiane Balasko : Marie-Claude Perrin, mère de Vincent
- Ludivine Sagnier : Valérie Tessier
- Pierre Lottin : Vincent Perrin
- Garlan Erlos : Lucas Tessier
- Sophie Guillemin : la capitaine de la police
- Malik Zidi : Laurent Tessier
- Paul Beaurepaire[6] : Lucas Tessier, à 18 ans
- Sidiki Bakaba : le curé
- Vincent Colombe : le médecin de Michelle

## Production

### Développement
Début juin 2023, la production FOZ annonce rechercher une maison de campagne dans la Bourgogne-Franche-Comté et dans l'Yonne, où François Ozon tournerait entre septembre et novembre. Mi-septembre, lors d'un entretien au 78e congrès de la Fédération nationale des cinémas français à Deauville, le réalisateur explique que « c'est un film dans lequel la nature sera très présente et qui parle du temps qui passe. Inspiré d'un souvenir d'enfance, autour d'un repas de famille criminel. Ce ne sera pas sanglant, juste tendre et complexe. ». Toujours mi-septembre, la production cherche des figurants à Donzy, après avoir effectué des auditions d'enfants sans succès en août, dans la maison autour de Clamecy. Début octobre, Jérôme Alméras est mentionné en tant que directeur de la photographie.

### Attribution des rôles
Début juin 2023, Hélène Vincent et Josiane Balasko sont annoncées en tête d'affiche,. Début mi-novembre, Paul Beaurepaire avoue y avoir un « beau rôle, mais je n’ai rien le droit de dire », dit-il dans un entretien.

### Tournage

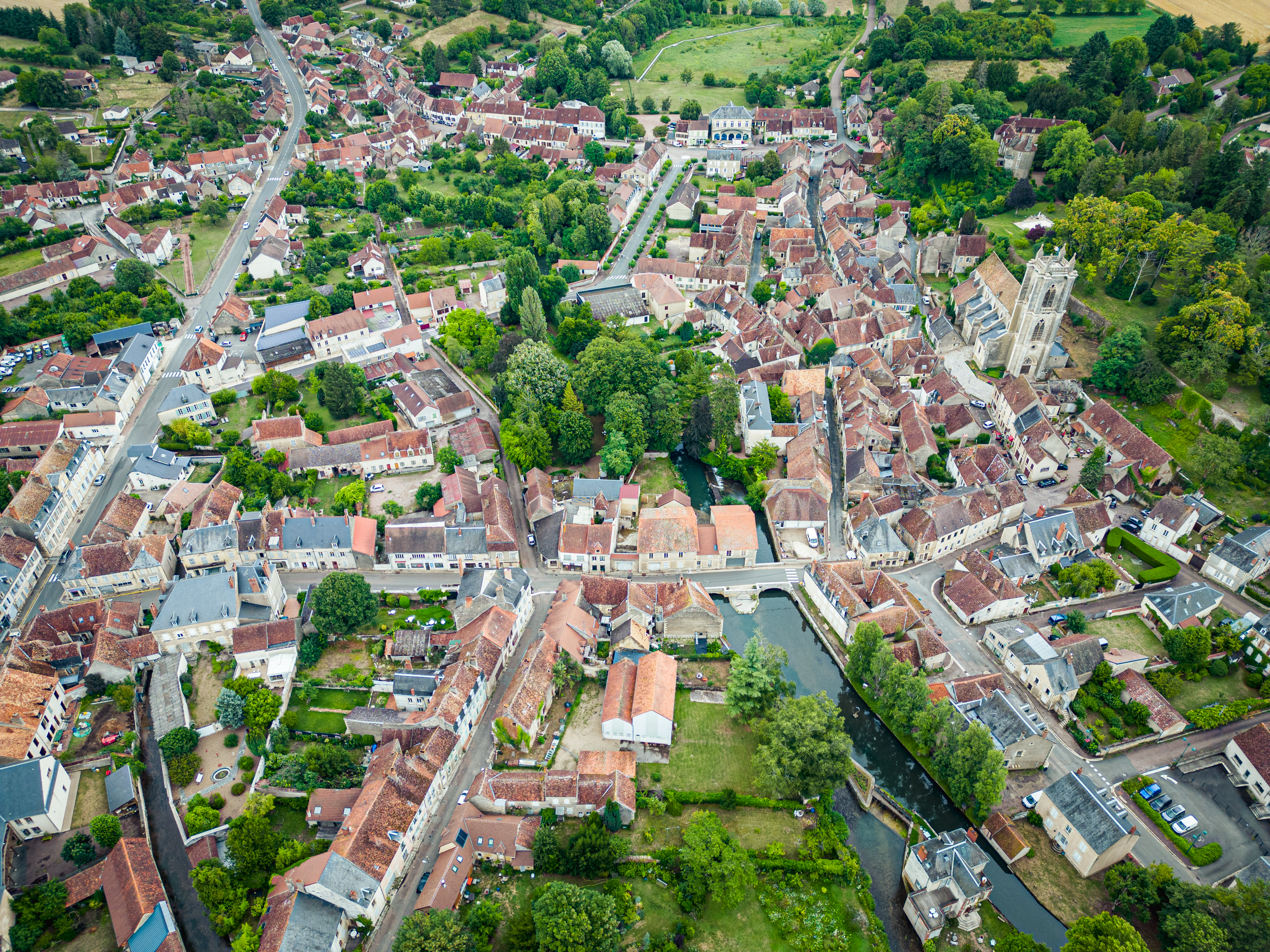
Vue aérienne de Donzy, où François Ozon a tourné en partie.

Le tournage commence en octobre 2023 dans la Nièvre, dans la commune de Donzy, filmant au moulin du Commandeur et au bar Chez Didier,, et dans celle de Cosne-Cours-sur-Loire. Il a également lieu à Nevers, début novembre, au bar Donald’s Pub.

## Accueil

### Sortie
Début mars 2024, Quand vient l'automne fait partie des films pressentis pour le Festival de Cannes 2024. En juin, la distribution Diaphana dévoile une première photo du film, mentionnant la date de sortie le 2 octobre suivant.
Le 4 juillet 2024, Sylvain Cointat, président de Cœur de Loire, annonce qu'une avant-première aura lieu, le 9 septembre prochain, à l’Eden cinéma de Cosne-Cours-sur-Loire, où, annoncé mi-août, une salle est « déjà entièrement réservée, soit 210 places », et qu'il reste des places dans une deuxième salle ayant « une capacité d’accueil de 108 personnes ». Le 21 juillet, la bande-annonce est dévoilée.
Le 30 juillet, Quand vient l'automne est sélectionné en compétition au Festival international du film de Saint-Sébastien.

### Box-office
Le film est un succès modeste, cumulant 674 174 entrées au terme de ses 2 mois d'exploitation. 

### Accueil critique
En France, le site Allociné donne une moyenne de 3,5⁄5, d'après l'interprétation de 36 critiques de presse. 
La performance d'actrice d'Hélène Vincent est tout particulièrement saluée. Jean-Baptiste Morain (Les Inrocks) la juge « géniale », Catherine Balle (Le Parisien) « remarquable ». Rafael Wolf, pour la Radio télévision suisse, salue la « pudeur merveilleuse » qui se dégage du film, et estime qu'Hélène Vincent « dépasse les attentes » par sa prestation.
La critique du Monde, tout en reconnaissant des partis pris de mise en scène parfois attendus ou moins convaincants, voit dans le film un « précis d'immoralité » et salue une « image inédite et très juste de la vieillesse ».
La rédaction de Télérama est partagée et publie deux critiques, l'une très positive qui apprécie également un « regard formidable sur la vieillesse » et loue un « habile puzzle criminel », et l'autre, très sceptique, qui parle d'un film qui « sent déjà le renfermé ».

## Distinctions

### Récompenses
- Festival de Saint-Sébastien 2024[26] :
  - Coquille d'argent du meilleur second rôle pour Pierre Lottin
  - Prix du jury pour le meilleur scénario pour François Ozon et Philippe Piazzo

### Nominations
- César 2025 : meilleure actrice  pour Hélène Vincent
- Lumière 2025 : 
  - meilleure actrice pour Hélène Vincent
  - meilleure mise en scène pour François Ozon
  - meilleure révélation masculine pour Pierre Lottin
  - meilleur scénario

### Sélection
- Festival de Saint-Sébastien 2024 : sélection officielle, en compétition[27]